# Victórico R. Grajales
För andra betydelser, se Victórico R. Grajales (olika betydelser).
Victórico R. Grajales var en mexikansk militär (överste) och politiker. Han var guvernör i delstaten Chiapas år 1932–1936 för revolutionspartiet Partido Nacional Revolucionario (PNR). Grajales har fått flera orter i delstaten uppkallade efter sig, samt även en skola, en park och en gata i Chiapa de Corzo.